# Morax
Na demonologia, Morax é o Grande Fidalgo e Presidente do Inferno, com trinta e seis legiões de demônios sob seu comando.
Ele ensina Astronomia e todas as outras ciências liberais, é sábio e dá bons familiares que conhecem as virtudes de todas as ervas e pedras preciosas.
Ele é retratado como um grande touro com o rosto de um homem.
Seu nome parece vir do latim "Morax", de atrasos, que para.